# Plaque d'immatriculation égyptienne

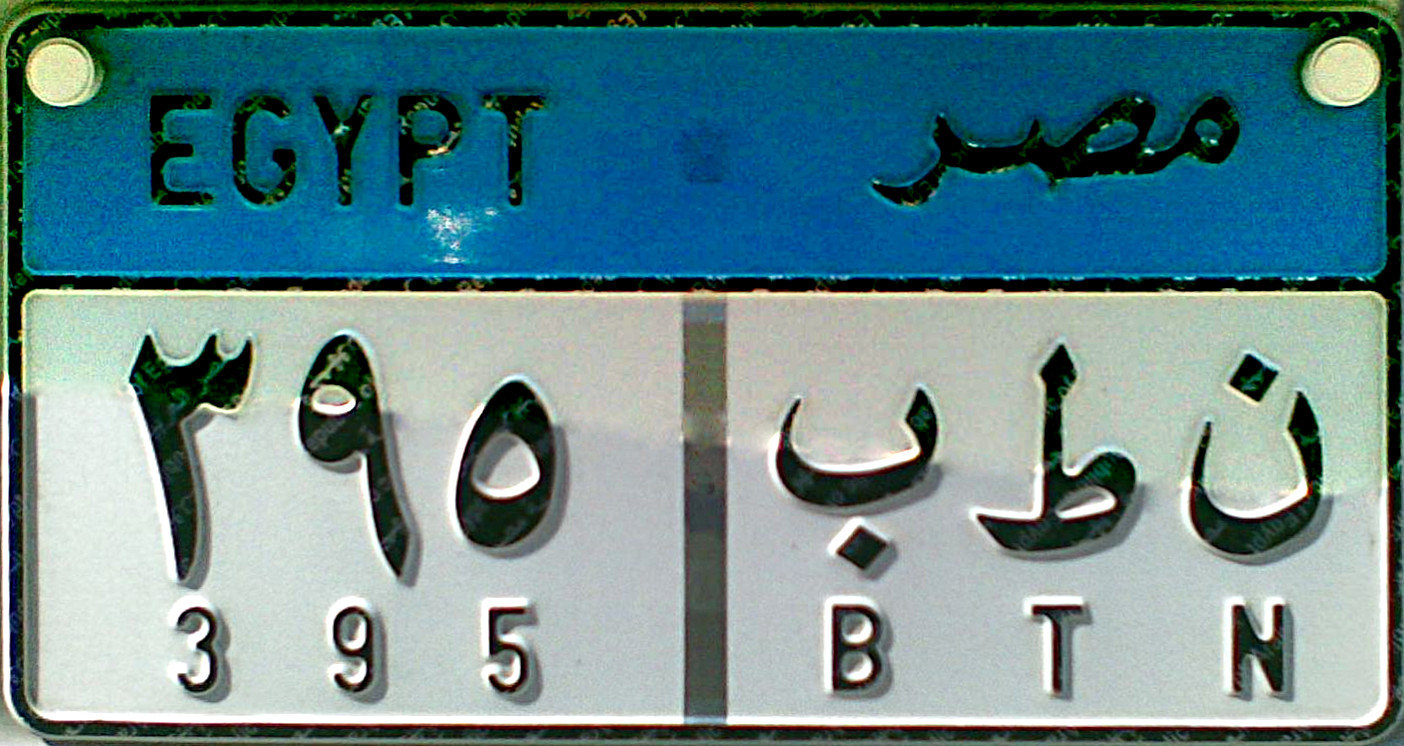
Plaque d'immatriculation standard égyptienne.

La plaque d'immatriculation en Égypte permet, comme tous les types de plaques minéralogiques de par le monde (industrialisé), d'identifier les véhicules. Le code international d'immatriculation (en) pour l'Égypte est EG (anciennement « ET », jusqu'en avril 2024).

## Description
Les plaques d'immatriculation actuelles, utilisées depuis 2008, sont rectangulaires et fabriquées en aluminium.
La partie supérieure comporte le mot « Egypt » en anglais (en majuscules) et en arabe en caractères noirs sur des fonds de différentes couleurs selon le type de véhicule. Les motocyclettes ont des plaques plus petites similaires, mais uniquement disponibles en bleu clair (motocyclettes privées) et bleu foncé (motocyclettes de police).

### Format de numérotation
Le numéro d'immatriculation se compose de deux parties :
- l'une numérique avec trois chiffres pour les plaques du Caire, quatre pour tous les autres gouvernorats (y compris Gizeh) ;
- l'autre alphabétique avec deux lettres pour les plaques de Gizeh, trois pour tous les autres gouvernorats (y compris Le Caire).

### Codes par gouvernorat
| Code de plaque | GouvernoratS    | Image |
| -------------- | --------------- | ----- |
| 0000-..        | Gizeh           |       |
| 000-...        | Le Caire        |       |
| 0000-..أ       | Le Caire        |       |
| 0000-..س       | Alexandrie      |       |
| 0000-..ق       | Qalyubiya       |       |
| 0000-..ر       | Ach-Charqiya    |       |
| 0000-..م       | Menufeya        |       |
| 0000-..ب       | Beheira         |       |
| 0000-..د       | Dakhleya        |       |
| 0000-..ع       | Gharbeya        |       |
| 0000-..ل       | Kafr el-Cheik   |       |
| 0000-..ف       | Fayoum          |       |
| 0000-..و       | Beni Souef      |       |
| 0000-..ن       | Minya           |       |
| 0000-..ى       | Assiout         |       |
| 0000-..هـ      | Sohag           |       |
| 0000-. ص أ     | Qena            |       |
| 0000-. ص ق     | Louxor          |       |
| 0000-. ص و     | Assouan         |       |
| 0000-. ط د     | Damiette        |       |
| 0000-. ط م     | Damiette        |       |
| 0000-. ج م     | Damiette        |       |
| 0000-. ج ى     | Damiette        |       |
| 0000-. ط ع     | Port-Saïd       |       |
| 0000-. ط ب     | Port-Saïd       |       |
| 0000-. ط ص     | Ismaïlia        |       |
| 0000-. ط ن     | Ismaïlia        |       |
| 0000-. ط س     | Suez            |       |
| 0000-. ط ر     | Mer-Rouge       |       |
| 0000-. ط أ     | Sinaï Nord      |       |
| 0000-. ط ج     | Sinaï Sud       |       |
| 0000-. ج هـ    | Marsa-Matruh    |       |
| 0000-. ج ب     | Nouvelle-Vallée |       |

Les numéros vont de 1 à 9 et sont choisis aléatoirement, suivis par une à trois lettre(s) aléatoire(s).
Note : ces codes de plaque ne s'appliquent pas aux véhicules militaires, de police et diplomatiques.

## Types de plaques
La partie supérieure de la plaque est codée par couleur selon le type de véhicule :
- véhicules privés : bleu clair

|  |

- taxis : orange

|  |

- camions : rouge

|  |

- bus et certains véhicules gouvernementaux : gris

|  |

- limousines et bus touristiques : beige

|  |

- véhicules diplomatiques : vert (avec un format spécial : ###-##)

|  |

- véhicules avec droits de douane impayés : jaune

|  |

- véhicules de police : bleu foncé (avec mention « POLICE » au lieu de « EGYPT »)

|  |

- motocyclettes : bleu clair (comme les véhicules privés)

|  |

## Anciennes versions

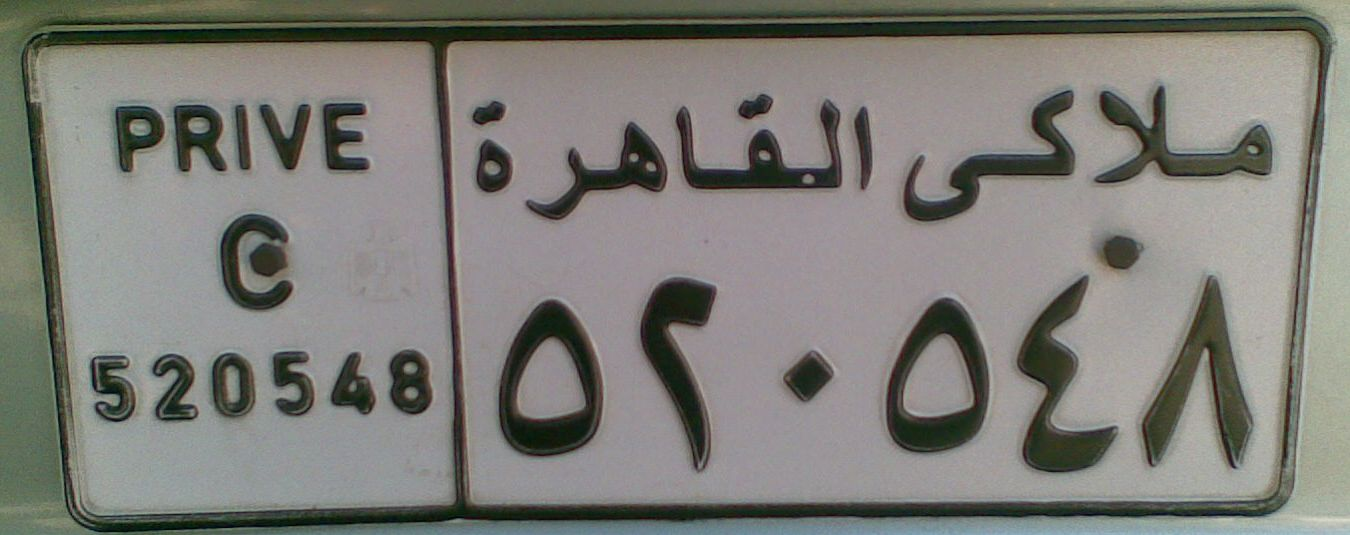
Plaque d'immatriculation du Caire, début des années 2000.
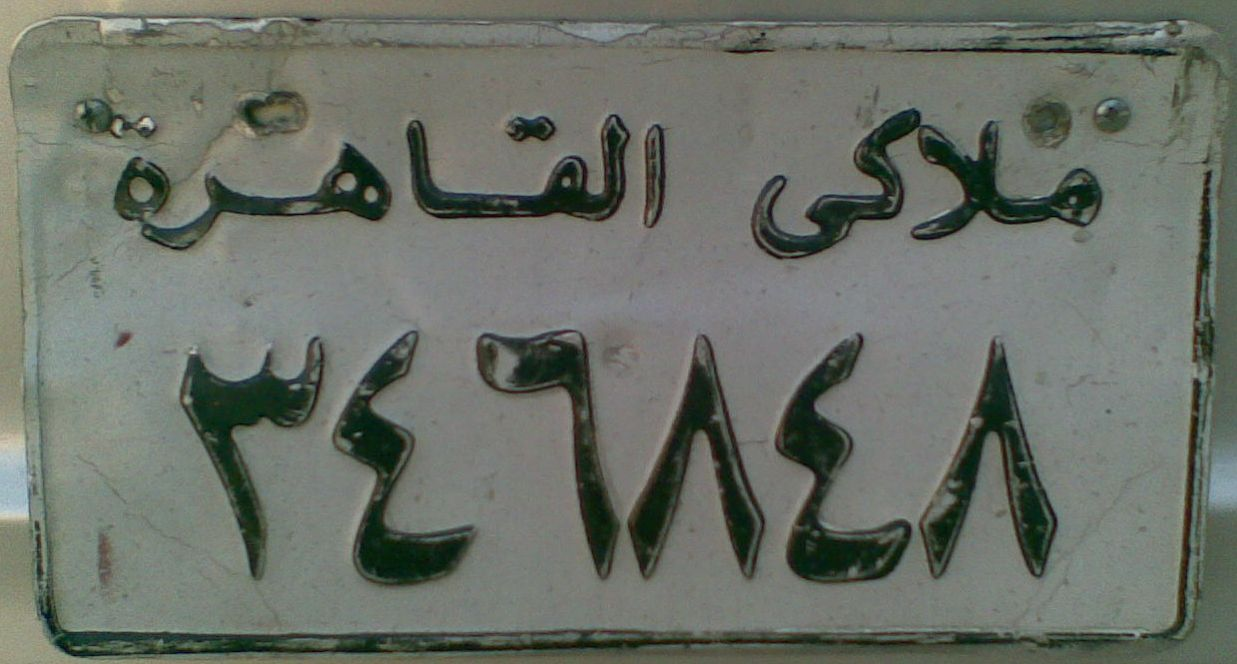
Plaque d'immatriculation du Caire, années 1990.
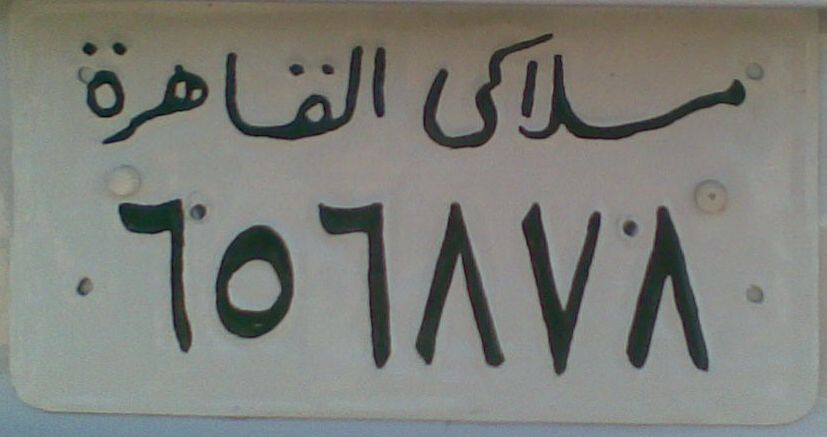
Plaque d'immatriculation du Caire, années 1980.
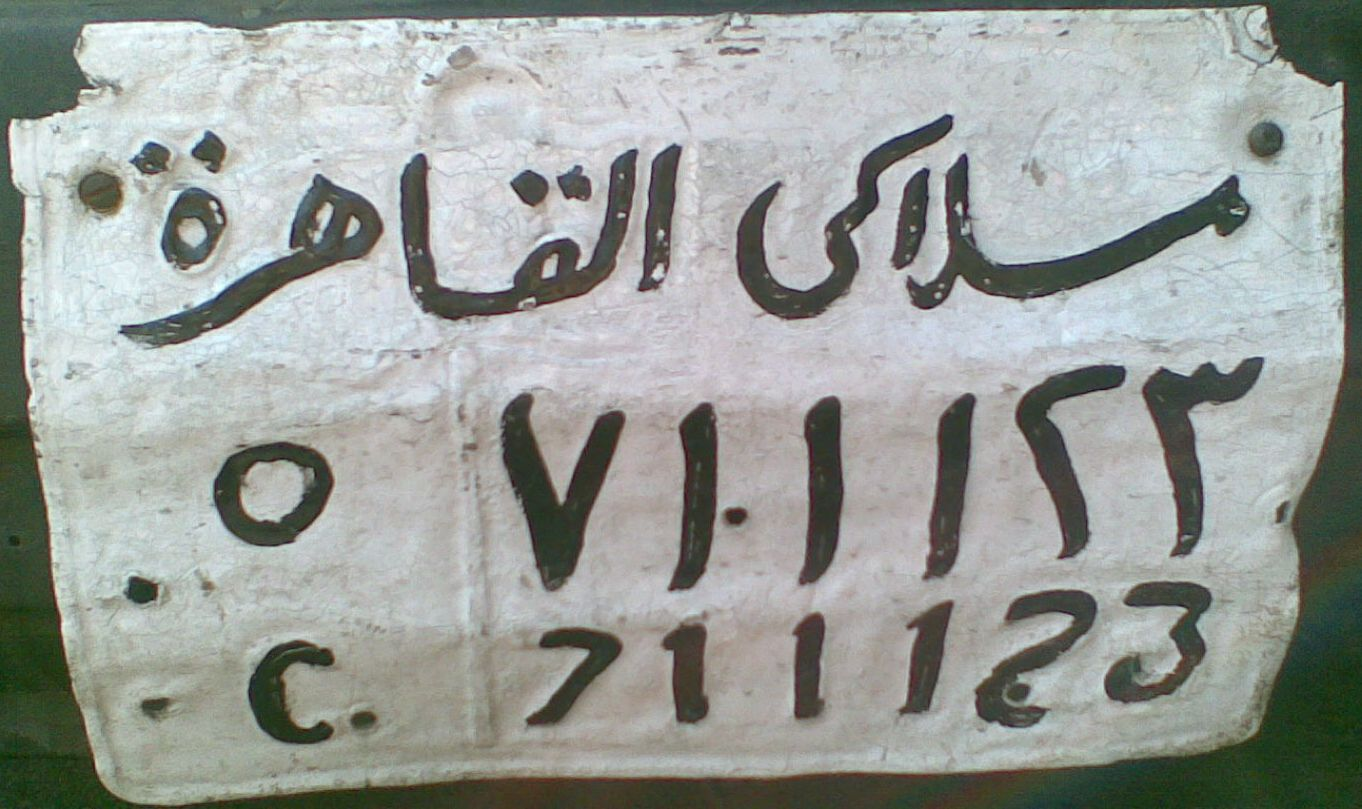
Plaque d'immatriculation du Caire, années 1970.

Avant l'introduction du nouveau système alphanumérique en août 2008, les numéros d'immatriculation égyptiens étaient purement numériques et enregistrés par gouvernorat. Les véhicules privés recevaient généralement des plaques blanches avec des lettres noires. Les autres véhicules avaient des plaques avec un code couleur spécifique :
- taxis : orange,
- camions : rouge,
- véhicules gouvernementaux (y compris la police) : bleu,
- bus publics : gris,
- véhicules avec droits de douane impayés : jaune.

Certaines de ces anciennes plaques sont encore en circulation, mais le gouvernement prévoit de les remplacer toutes par les nouvelles plaques codées par couleur[réf. nécessaire].